# 硖石灯彩
硖石灯彩为流行于中国浙江省嘉兴海宁市硖石街道（原硖石镇）一带的一种传统灯彩，分为座灯、提灯、壁灯、挂灯和礼品灯五类，作为浙江灯彩的杰出代表现已被列为中华人民共和国国家级非物质文化遗产。每年元宵节和中秋节当地均会举办灯会展示彩灯。
硖石灯彩始于唐代，宋代已盛行，至清代时造型突破了灯笼的基本样式，向大型化、多样化发展，出现了亭台楼阁、宝塔等建筑模型及龙舟、采莲船等大型灯彩。其原材料有宣纸、竹蔑和铅丝等，做法以竹篾为骨架造型，外加糊纸绘图，以灯映画，一般采用国画绘制方法绘以花鸟、人物、山水等，并手工针刺花纹图案，融工艺、书画于一体，主要工艺技法包括针、拗、结、扎、刻、绘、糊和裱八类，其中以针工为主要特色，灯片的针刺密度可达每平方厘米十八至三十二孔，一件成品针孔多达几百万个（现状也可采用电脑针刺机代替手工针刺，进行半机械化生产）。主要的燈藝師有陈伟炎、胡金龙、沈祖生和宋振华等。